# Henri Desbruères
Henri Auguste Desbruères, né le 15 avril 1907 à Saint-Hilaire-en-Morvan (Nièvre), et mort le 7 novembre 1995 à Ramatuelle (Var), est un ingénieur français.
Il fut président d'Air France, et président directeur général de la Snecma et de Bull-General-Electric.

## Biographie
Polytechnicien (promotion 1927), Henri Desbruères est ingénieur général de l'air et ancien de l'École nationale supérieure de l'aéronautique et de l'espace (promotion 1932). Il obtient le brevet de pilote à Avord en 1930, et servira dans une unité de l'armée de l'air, dont il a le titre d'ingénieur.
Directeur général de la compagnie Air France du 12 février 1945 à 1948, c'est sur son impulsion que les lignes aériennes commerciales peuvent reprendre leurs vols en janvier 1946, avec Didier Daurat et Raymond Vanier dans la compagnie Air Bleu, qui sera absorbée en 1948.
Le 24 juin 1946, avec son épouse et le directeur de l'exploitation d'Air France, il fait partie des passagers effectuant le premier vol commercial sur la ligne Paris-New York, sur Douglas DC-4, à bord  du Ciel-Île-de-France, DC.4-1009- F-BBDJ, le commandant de bord en étant Roger Loubry, et le copilote Robert Bonnet. Au total, l'avion a parcouru 5 925 km en 19 heures et 25 minutes, soit une moyenne de 305 km/h. Harry S. Truman et son épouse étaient à la réception à New-York.
En 1949, Henri Desbruères est auditeur de l'Institut des hautes études de Défense nationale, puis il est nommé président de la SNECMA en 1949. Il restera à son poste jusqu'en 1964. Il redresse la situation financière de l'entreprise en recherchant une production de très haute technologie, abandonnant les productions peu rentables. C'est à lui que l'on doit le succès du réacteur Atar équipant le fleuron de l'aviation militaire de l'époque, les Vautour et Mirage, et qui connut un franc succès à l'exportation.
Après être resté quinze années à la tête de la Snecma, il devient président de Honeywell-Bull en 1964, jusqu'à sa retraite en 1972.
Le 15 juillet 1967, il est cofondateur de l'Académie du Morvan.
Ses biographes disent de lui qu'il était un homme plein de bon sens et d'énergie, et qu'il devait certainement tenir cela de ses origines morvandelles. C'était un grand patron qui faisait preuve d'une autorité naturelle, sans agressivité, au jugement réaliste. Très attaché aux valeurs morales, fervent catholique pratiquant, il était toujours prêt à aider, à encourager et à secourir.
Henri Desbruères meurt à Ramatuelle le 7 novembre 1995.

## Distinctions
- Commandeur de la Légion d'honneur

## Hommages
- Une rue, situé à Corbeil-Essonnes et Évry-Courcouronnes, bordant le site de la Snecma, porte son nom.